# Works Volume 2
Works Volume 2 — шестой студийный альбом британской прогрессив-рок-группы Emerson, Lake & Palmer, выпущенный 10 ноября 1977 года на лейбле Atlantic Records. Достиг 37-го места в американском чарте Billboard Top LPs & Tape и 20-го места в британском чарте UK Albums Chart.

## Об альбоме
В отличие от предшествующего Works Volume 1, который состоял из оригинального материала — трёх сольных сторон и одной совместной, Works Volume 2 был компиляцией из треков, оставшихся после предыдущих студийных сессий, подобно альбомам Odds & Sods группы The Who или Coda группы Led Zeppelin. Он был выпущен в разгар коммерческого спада группы и он не смог повторить успех предыдущих альбомов.
Однако в ретроспективной рецензии AllMusic музыкальный критик Дэвид Росс Смит при сравнении Works Volume 1 и Works Volume 2 отдал предпочтение второму альбому, называя первый довольно помпезным и скучным.

## Список композиций
| №  | Название | Автор(ы)                                           | Длительность |
| -- | --- | -------------------------------------------------- | ------------ |
| 1. | «Tiger in a Spotlight» (запись 1973 года)                                                                                           | Кит Эмерсон, Грег Лейк, Карл Палмер, Питер Синфилд | 4:34         |
| 2. | «When the Apple Blossoms Bloom in the Windmills of Your Mind I’ll Be Your Valentine» (би-сайд сингла «Jerusalem», запись 1973 года) | Кит Эмерсон, Грег Лейк, Карл Палмер                | 3:55         |
| 3. | «Bullfrog» | Рон Аспери, Колин Ходжкинсон, Карл Палмер          | 3:52         |
| 4. | «Brain Salad Surgery» (би-сайд сингла «Fanfare for the Common Man»; запись 1973 года)                                               | Кит Эмерсон, Грег Лейк, Питер Синфилд              | 3:05         |
| 5. | «Barrelhouse Shake-Down» (би-сайд сингла «Honky Tonk Train Blues»)                                                                  | Кит Эмерсон                                        | 3:47         |
| 6. | «Watching Over You» | Грег Лейк, Питер Синфилд                           | 3:55         |

| №  | Название                                                                     | Автор(ы)                                     | Длительность |
| -- | ---------------------------------------------------------------------------- | -------------------------------------------- | ------------ |
| 1. | «So Far to Fall»                                                             | Кит Эмерсон, Грег Лейк, Питер Синфилд        | 4:56         |
| 2. | «Maple Leaf Rag»                                                             | Скотт Джоплин, аранжировка: Кит Эмерсон      | 1:55         |
| 3. | «I Believe in Father Christmas» (сольный сингл 1975 года, новая аранжировка) | Кит Эмерсон, Питер Синфилд, Сергей Прокофьев | 3:16         |
| 4. | «Close but Not Touching»                                                     | Карл Палмер                                  | 3:19         |
| 5. | «Honky Tonk Train Blues» (сольный сингл 1976 года)                           | Мид Люкс Льюис, аранжировка: Кит Эмерсон     | 3:09         |
| 6. | «Show Me the Way to Go Home»                                                 | Джимми Кэмпбелл и Рег Коннелли               | 3:40         |

| №   | Название | Длительность |
| --- | --- | ------------ |
| 13. | «Tiger in a Spotlight» (концертная запись в New Haven Veterans Memorial Coliseum, Нью-Хейвен, Коннектикут, США, 30 ноября 1977)            | 4:14         |
| 14. | «Watching Over You» (концертная запись в New Haven Veterans Memorial Coliseum, Нью-Хейвен, Коннектикут, США, 30 ноября 1977)               | 4:30         |
| 15. | «Show Me the Way to Go Home» (концертная запись в Hulman Civic Center, университет штата Индиана, Терре-Хот, Индиана, США, 24 января 1978) | 5:34         |

## Участники записи
Emerson, Lake & Palmer:
- Кит Эмерсон — клавишные, фортепиано, орган, синтезаторы, аккордеон, продюсирование
- Грег Лейк — вокал, бас-гитара, гитары, продюсирование
- Карл Палмер — ударные, перкуссия, продюсирование

## Позиции в хит-парадах и сертификации
| Хит-парад (1977—1978)            | Высшая позиция | Пребывание |
| -------------------------------- | -------------- | ---------- |
| Австралия (Kent Music Report)    | 37             | нет данных |
| Великобритания (UK Albums Chart) | 20             | 5 недель   |
| Канада (RPM Albums Chart)        | 34             | 10 недель  |
| США (Billboard 200)              | 37             | 14 недель  |
| ФРГ (Offizielle Top 100)         | 50             | 1 неделя   |
| Япония (Oricon)                  | 38             | нет данных |

| Хит-парад (1977)              | Высшая позиция |
| ----------------------------- | -------------- |
| Австралия (Kent Music Report) | 20             |

| Регион                                                      | Сертификация | Продажи  |
| ----------------------------------------------------------- | ------------ | -------- |
| США (RIAA)                                                  | Золотой      | 500 000^ |
| ^ Данные о тиражах приведены только на основе сертификации. |              |          |